# Деанджело, Джозеф
Джозеф Джеймс Деанджело (англ. Joseph James DeAngelo; род. 8 ноября 1945, Бат, Нью-Йорк), также известный как «Original Night Stalker» (приблизительный перевод — Настоящий ночной преследователь) — американский серийный убийца из Калифорнии, насильник и грабитель, который убил по меньшей мере 13 человек в период с 1979 по 1986 год, подверг сексуальному насилию около пятидесяти человек в Северной Калифорнии с июня 1976 до июля 1979 года, а также совершил более ста краж со взломом. Объединение расследования убийств с делами об изнасилованиях в Северной Калифорнии произошло только в 2001 году, до этого момента полиция была уверена, что в этих преступлениях виновны разные люди. Предположительно, до переезда в Сакраменто, Деанджело начал свою преступную деятельность с грабежей.
В ходе многолетнего расследования с помощью улик ДНК, проверки алиби и других методов, следствие вышло на нескольких подозреваемых. В 2001 году анализ ДНК показал, что «Насильник восточного региона» и «Настоящий ночной охотник» были одним и тем же человеком. Это повлияло на создание базы данных ДНК Калифорнии, которая собирает ДНК всех обвиняемых и осуждённых преступников и в данный момент является второй после базы штата Виргиния по эффективности в решении нераскрытых дел. Федеральное бюро расследований (ФБР) и местные правоохранительные органы провели 15 июня 2016 года пресс-конференцию, чтобы объявить о возобновлении общенационального расследования, предложив награду в размере 50 000 долларов за поимку преступника.
24 апреля 2018 года серийный убийца был арестован с помощью публичных сайтов генетической генеалогии, им оказался 72-летний бывший офицер полиции и ветеран ВМС США Джозеф Джеймс Деанжело. Из-за установленного Калифорнией срока давности в отношении случаев изнасилования с 2017 года Деанджело не может быть обвинён в изнасилованиях 1970-х годов, но в августе 2018 года ему было предъявлено обвинение в 13 связанных с ними попытках похищения и похищениях людей.

## Биография

### Ранние годы
Деанджело родился 8 ноября 1945 года в семье сержанта армии США Джозефа Джеймса Деанджело и Кэтлин Луизы Дегроат и был одним из их четырёх детей (у него были две сестры и младший брат). Во время суда некий родственник Деанджело рассказал, что в детстве тот один раз стал свидетелем того, как его семилетнюю сестру изнасиловали два лётчика на складе в ФРГ, где тогда жила семья. Затем одна из сестёр рассказала, что Джозеф в детстве часто подвергался побоям и прессингу со стороны отца.
С 1959 по 1960 год Деанджело посещал неполную среднюю школу Миллса в Ранчо Кордова в Калифорния, после чего пошёл в Старшую Школу Фолсома, по окончании которой в 1964 году получил GED-сертификат. В школе он играл в юниорской бейсбольной команде. Во время суда прокуроры сообщили, что именно в подростком возрасте у Деанджело начались сдвиги в психике: он совершал кражи со взломом и пытал и убивал животных.

### Военная и полицейская карьеры
В сентябре 1964 года Деанджело поступил на службу в Военно-морской флот США и во время войны во Вьетнаме прослужил 22 месяца контролёром ущерба на крейсере «USS Canberra» и эсминце «USS Piedmont». Он был награждён несколькими медалями и вернулся домой 1 июня 1967 года. В августе 1968 года Деанджело поступил в колледж Сьерра в Роклине, который окончил с отличием, получив диплом младшего специалиста по полицейским наукам. В 1971 году он поступил в Университет штата Сакраменто, где получил степень бакалавра в области уголовного правосудия. Позже Деанджело прошёл аспирантуру и полицейскую подготовку в колледже Секвой в Висейлии, а после — 32-недельную полицейскую стажировку в полицейском управлении в Розвилле.
С мая 1973 года по август 1976 года Деанджело был сотрудником отдела по борьбе со взломом в Эксетере. Затем он служил в Оберне с августа 1976 года по июль 1979 года, после чего его арестовали за кражу в магазине молотка и средства от собак; он был приговорен к шести месяцам испытательного срока и уволен в октябре того же года. После этого его карьера в полиции и в военной сфере подошла к концу.
Спустя годы выяснилось, что во время процесса увольнения Деанджело угрожал убить своего начальника в полиции и якобы его часто даже видели рядом с его домом.
Начиная с этого момента и до 1989 года нет никаких сведений о местах работы Деанджело. В 1989 году он устроился на работу механика грузовика в распределительном центре для сети продуктовых магазинов Сэйв-Март в Розвилле, где и проработал до выхода на пенсию в 2017 году. В 1996 году он был кратко арестован за неуплату за бензин, но обвинение в итоге было снято. В остальном же соседи вспоминали, что Деанджело часто устраивал громкие, непристойные выходки: например, мог звонить по телефону с угрозами соседям, у которых, по его мнению, слишком громко лаяла собака. На момент ареста он жил с дочерью и внучкой.

### Личная жизнь
В мае 1970 года Деанджело обручился с однокурсницей по Сьерре Бонни Джин Колвелл, которая изучала медицину. В 1971 году она порвала с ним после того, как стала подвергаться оскорблениям со стороны Джозефа. После разрыва он несколько раз угрожал ей пистолетом, чтобы заставить её выйти за него замуж. В ноябре 1973 года Деанджело женился на Шэрон Мари Хаддл. В 1980 году они купили дом в Цитрус-Хайтс, где спустя десятилетия он и был арестован. В 1982 году Хаддл стала работать адвокатом по разводам. В браке родилось три дочери (две родились в Сакраменто, одна — в Лос-Анджелесе). В 1991 году Джозеф и Шэрон разошлись, но развод не оформляли — только в июле 2018 года, через несколько месяцев после ареста Деанджело, Хаддл подала на развод, который был завершен в следующем году.

## Преступления
Анализ ДНК связал Деанджело с восемью убийствами в калифорнийских городах Голите, Вентуре, Дэйна-Пойнте и Ирвайне. Ещё два убийства в Голите, в которых не было найдено улик для анализа ДНК, были связаны с Деанджело из-за схожего почерка преступлений. Также во время следствия Деанджело признался ещё в трёх других убийствах: двух на Ранчо-Кордова и одном в Висейлии. В остальном же он был причастен к более чем 50 случаям изнасилований в калифорнийских округах Сакраменто, Контра-Коста, Станисло, Сан-Хоакин, Аламида, Санта-Клара и Йоло, и сотням случаев краж со взломом, вандализма, подглядывания и преследования.
В основном он в качестве жертв выбирал одиноких женщин среднего класса. Обычно Деанджело незаметно проникал в дома к жертвам и, угрожая пистолетом, связывал жертв. Если в доме помимо женщины находился мужчина, Деанджело избивал его и расстреливал из пистолета. В большинстве случаев он уделял куда больше времени самому процессу насилия, чем непосредственно грабежу, а после сексуальных извращений либо забивал жертву до смерти, либо применял огнестрельное оружие.

### Висейлийский взломщик (1973—1976)
Висейлийский взломщик (англ. Visalia Ransacker) — прозвище, под которым Деанджело фигурировал в прессе и материалах полиции до того, как в 2011 году его деятельность в качестве «Ночного охотника» была связана с преступлениями, которые изначально ему не причислялись. Таким образом официально было решено, что преступная деятельность Деанджело началась в Висейлии. Хотя первое преступление, которое было официально приписано «Висейлийскому взломщику», было зарегистрировано в 1974 году, сегодня Деанджело также подозревают в более ранних преступлениях, которые произошли в Висейлии, начиная с мая 1973 года. Хотя на момент ареста Деанджело все сроки давности по преступлениям этого периода истекли, ему всё же было официально предъявлено обвинение в убийстве первой степени Клода Снеллинга в 1975 году.

#### Кражи
Официально считается, что в качестве «Висейлийского взломщика» первое зарегистрированное ограбление Деанджело совершил 19 марта 1974 года, когда в доме из копилки были украдены монеты суммой в 50 долларов. Большая часть действий Деанджело заключалась в проникновении в дома, нанесении урона различным вещам, разбрасывании женского нижнего белья по дому, перемещению различных предметов и краже предметов низкой стоимости (были случаи, когда он позарился на коллекцию скидочных купонов Блю-Чип). Очень часто он игнорировал лежащие на виду банкноты (деньги он крал в основном только те, что были в копилках или же коллекции исторических или иностранных монет, если такие попадались) или более ценные предметы (в случае с драгоценностями он брал только запонки, кольца или медальоны). Иногда он похищал хранящееся в доме оружие. Проникая в дома Деанджело старался взломать сразу несколько проходов, будь то окна или двери, а после большинство из них оставлял открытыми на случай если ему придётся бежать. Он всегда носил перчатки и поэтому никогда не оставлял отпечатки пальцев, из-за чего полиция связала Деанджело с этими преступлениями в первую очередь из-за того, что похожие действия он совершал уже будучи «Ночным охотником». Не редко бывало, что Деанджело проникал за один день сразу в несколько домов — только 30 ноября 1974 года было зарегистрировано 12 таких инцидентов.

## Арест и суд
25 апреля 2018 года полиция Сакраменто объявила об аресте по подозрению в убийствах и изнасилованиях 72-летнего бывшего полицейского Джозеффа Деанджело. Преступника удалось обнаружить благодаря проверке по базам генеалогических сервисов образцов ДНК, оставленных на месте преступлений.
После ареста Деанджело сослался на свою внутреннюю личность, «Джерри», которая заставляла его совершать преступления вплоть до своего внезапного исчезновения в 1986 году. Со слов прокурора округа Сакраменто Тхин Хо, после ареста в апреле 2018 года, подозреваемый, находясь в следственном изоляторе, говорил себе: «У меня не было сил изгнать его. Он заставлял меня. Он следовал за мной. Он словно находился в моей голове, то есть был частью меня. Я не хотел всё это делать. Я изгнал Джерри и жил счастливо. Я всё это сделал. Я разрушил жизни людей. Теперь я должен заплатить по счетам».
На момент ареста Деанджело было невозможно предъявить обвинения в изнасилованиях или взломах, так как по этим делам истекли сроки давности, но ему было предъявлено обвинение в 13 убийствах и 13 случаях похищения людей. Подозреваемый впервые предстал перед судом 23 августа 2018 года. В ноябре 2018 года прокуроры шести округов подсчитали, что на расследование данного дела было потрачено порядка 20 миллионов долларов. В ходе судебного разбирательства 10 апреля 2019 года прокуроры объявили, что будут добиваться смертной казни, а судья постановил, что во время разбирательства камера с подозреваемым может находиться прямо в зале суда.
4 марта 2020 года Деанджело предложил признать свою вину, если его не приговорят к смертной казни, хотя подобные сделки на тот момент были невозможны. 29 июня Деанджело, с целью избежать смертной казни, признал вину по 13 пунктам обвинения в убийстве первой степени и в особых обстоятельствах (включая убийство, совершенное во время краж и грабежей), а также по 13 пунктам обвинения в похищении. 21 августа 2020 года 74-летний Джозеф Деанджело был приговорен к пожизненному лишению свободы без возможности условно-досрочного освобождения.

## В массовой культуре
- В 2020 году канал HBO выпустил сериал из 6 эпизодов про расследование дела Деанджело под названием «Я исчезну во тьме» (по книге Мишель Макнамара)[31].
- В 2024 разработчик 616 GAMES выпустил игру под названием "Tales Beyond The Tomb - Pineville Night Stalker", которая была основана на реальных событиях.